# Pakala Village
Pakala Village es un lugar designado por el censo ubicado en el condado de Kauai en el estado estadounidense de Hawái. Según el censo del año 2010, tiene una población de 294 habitantes.

## Geografía
Pakala Village se encuentra ubicado en las coordenadas 21°56′36″N 159°38′52″O / 21.94333, -159.64778.

## Demografía
Según la Oficina del Censo en 2000 los ingresos medios por hogar en la localidad eran de $24.464, y los ingresos medios por familia eran $29.000. Los hombres tenían unos ingresos medios de $21.875 frente a los $14.750 para las mujeres. La renta per cápita para la localidad era de $9.846. Alrededor del 43,8% de la población estaba por debajo del umbral de pobreza.